# مارسلو توریکو
مارسلو توریکو (اسپانیایی: Marcelo Torrico‎؛ زادهٔ ۱۱ ژانویهٔ ۱۹۷۲) بازیکن فوتبال اهل بولیوی بود.
از باشگاه‌هایی که در آن بازی کرده‌است می‌توان به باشگاه فوتبال استرونگست اشاره کرد.